# Jens Juel (gouverneur)
Pour les articles homonymes, voir Jens Juel (homonymie).
Jens Juel, né le 8 janvier 1580 à Refstrup (aujourd'hui intégré à Ringkøbing-Skjern) et mort le 26 mars 1634 à Bøvling (aujourd'hui rattaché à Lemvig), est un noble danois qui a exercé la fonction de gouverneur général de Norvège de 1618 à 1629.

## Jeunesse et premières missions
Jens Juel est formé à l'académie de Soro, récemment créée pour l'éducation de la noblesse, entre 1590 et 1596. Cette période est suivie d'un Grand Tour de sept ans (1596-1602).
Il entre, en 1603, à la chancellerie du roi de Danemark. Il y fait une carrière rapide et devient responsable du Trésor (gestion des impôts, taxe, payements publics, ainsi que du domaine royal) dès 1609. Il devient membre du conseil national en 1616 et se voit confier des missions diplomatiques.

## Gouverneur général de Norvège
En 1618, le roi de Danemark et de Norvège Christian IV le nomme gouverneur général de Norvège.
Il se montre d'autant plus actif dans cette charge que le roi est impliqué dans la Guerre de Trente Ans. Tout en veillant aux intérêts de la monarchie, Jens Juel n'oublie pas sa situation personnelle, acquérant et faisant fructifier des propriétés tant en Norvège qu'au Danemark.
Grâce à une taxe de garnison qu'il instaure, il améliore la défense des forteresses d'Akershus, de Bohus, de Bergen et de Trondheim, qu'il dote de troupes plus nombreuses. En constituant en outre des milices paysannes, il renforce les défenses terrestres de la Norvège qui devient ainsi plus autonome.
Dans le même esprit, il souhaite développer une marine militaire norvégienne, mais le roi l'en dissuade.
Après l'incendie d'Oslo en 1624, il organise la reconstruction de la ville sous le nouveau nom de Christiana.
Jens Juel développe l'industrie minière en Norvège. Il est en particulier le premier directeur des mines d'argent de Kongsberg, dont il devient également actionnaire lors de l'ouverture de son capital.

## Famille
Jen Hermansson Juel est le fils d'Herman Juel (1548-1607) et de Maren Juel. Le 13 mai 1610, à Viborg, il épouse Ide Lange (1584-1649), fille d'Hans Lange (1542-1609) et de Johanne Skram (morte en 1620). Ils auront une file, Christense Juel, née le 12 août 1637, et qui épouse Jørgen Rosenkrantz (né en 1607).